# Bazyli Czyżewski
Bazyli Maciej Czyżewski (ur. 29 lipca 1977 w Poznaniu) – polski ekonomista, profesor nauk ekonomicznych, wykładowca i pracownik naukowy Uniwersytetu Ekonomicznego w Poznaniu w Katedrze Makroekonomii i Gospodarki Żywnościowej, członek Komitetu Nauk Ekonomicznych PAN. Prowadzi badania w zakresie ekonomii zrównoważonego rozwoju, ekonomii środowiska i zasobów naturalnych, ekonomii rolnej, ekonomii instytucjonalnej, teorii ekonomii oraz makroekonomii dotyczące m.in. polityki gospodarczej w zakresie dóbr publicznych, rent politycznych, zrównoważonego rolnictwa, wartości czynnika ziemi i eko-efektywności.
Jest autorem lub współautorem ponad 170 publikacji naukowych w tym 8 książek (Google Scholar h-indeks= 23, sumaryczny Impact Factor > 70). Publikuje w takich czasopismach jak m.in.: Environmental Science & Policy (Elsevier), Science of the Total Environment (Elsevier), Journal of Cleaner Production (Elsevier), Environmental Impact Assessment Review (Elsevier), Land Use Policy (Elsevier), Sustainability Science (Springer), Outlook on Agriculture (Sage), Ekonomista, Gospodarka Narodowa, Studia Ekonomiczne, Wieś i Rolnictwo, Zagadnienia Ekonomii Rolnej. Wypromował pięciu doktorów, kilkunastu magistrów i ponad stu licencjatów.

## Życiorys[8]
W 2002 roku uzyskał tytuł zawodowy magistra na Uniwersytecie Ekonomicznym w Poznaniu. Następnie kontynuował swoją działalność na uczelni uzyskując w 2006 roku stopień naukowy doktora na podstawie pracy pt. Wpływ struktur instytucjonalnych na poziom cen w rolnictwie w Polsce. Stopień naukowy doktora habilitowanego otrzymał w 2013 roku wiodącym osiągnięciem była książka pt. Renty ekonomiczne w gospodarce żywnościowej w Polsce (PWE). W 2019 roku uzyskał tytuł profesora nauk ekonomicznych m.in. za książkę pt. Kierat rynkowy w europejskim rolnictwie.

### Ścieżka rozwoju kariery akademickiej
1/5/2002 →
- Uniwersytet Ekonomiczny w Poznaniu (do 2013 adiunkt, do 2019 prof. UEP, profesor →)
  - Wykłady z ekonomii, makroekonomii, mikroekonomii, gospodarki żywnościowej, analiz wielowymiarowych, historii ekonomii, integracji międzynarodowej
  - Badania w zakresie ekonomii zrównoważonego rozwoju, ekonomi rolnictwa, ekonomii środowiska i zasobów naturalnych i ekonomiki instytucjonalnej.

1/9/2009 →31/8/2011
- Uniwersytet Ekonomiczny w Poznaniu – Koordynator Projektu PO KL pt. New Trends in The Methodology of Economics and Its Application for Academic Studies

1/10/2003 → 30/09/2021
- Akademia Nauk Stosowanych w Pile (do 2013 adiunkt, do 2019 prof. UEP, profesor →) Kierownik Katedry Rachunkwości i Skarbowości

## Projekty naukowe[7]
- W trakcie realizacji, Kierownik: How increasing efficiency may contribute to sustainable agriculture goals? GHG emission, food security and biodiversity under Integrated Efficiency approach, Project start date: 2023-01-09, project completion date: 2027-01-08;
- W trakcie realizacji, Kierownik: Eco-efficiency and sustainability of small-scale farming: exploring slacks for undesirable outputs and public goods, Project start date: 2022-01-04, project completion date: 2025-01-03;
- Kierownik Naukowy: the NAWA agency program ‘Academic International Partnership’, R&D project: ‘The role of small farms in the sustainable development of food chains in Central and Eastern European countries’, international consortium of 5 countries: Poland, Lithuania, Romania, Serbia, Moldova.
- Kierownik: Efficiency of funding environmental public goods: multilevel analyses of the rural areas in Poland on the background of the EU countries, granted by the National Science Centre in Poland (NCN).
- Wykonawca: Determinants of food security and sustainable development of small farms in Poland in the backdrop of European regions granted by the National Science Centre in Poland (NCN).
- Ekspert: Small farms, small food businesses and sustainable food security, Horizon2020.
- Koordynator: Determinants of agricultural incomes in European regions considering resources and its productivity, granted by the National Science Centre in Poland (NCN).
- Kierownik: Political rents in the European Union’s agriculture – comparative analysis basing on the UE27, granted by the National Science Centre in Poland (NCN).
- Kierownik: Economic rents in food economy in Poland in comparison with highly developed countries, granted by the National Science Centre in Poland (NCN).
- Koordynator: HC OP 4.1.1 „Modern analytical techniques in improving the quality of education in economic studies (UDA) 2009-2011.
- Wykonawca: „Economic conditions for the use of market-based instruments of price stabilization and risk management in agriculture”, January 2004.
- Wykonawca: „Absorption of CAP funds in Wielkopolska on the example of selected support schemes”, interdisciplinary research project between Poznan University of Economics and University of Life Science in Poznań, 2005.

## Najważniejsze publikacje[9]
- Bazyli Czyżewski (2023). Can a Pursuit of Productivity Be Reconciled with Sustainable Practices in Small-Scale Farming? Evidence from Central and Eastern Europe, Journal of Cleaner Production Volume 414, 15 August 2023, 137684, Elsevier
- Czyżewski Bazyli, Kryszak Łukasz (2022). Sustainable Agriculture Policies for Human Well-Being: Integrated Efficiency Approach, Springer
- Czyżewski Bazyli, Polcyn, J., Brelik, A. (2022). Political orientations, economic policies, and environmental quality: Multivalued treatment effects analysis with spatial spillovers in country districts of Poland, Environmental Science and Policy, 128, Elsevier
- Stępień Sebastian, Czyżewski, B., Sapa, A., Borychowski, M., Poczta, W., Poczta-Wajda, A. (2021). Eco-efficiency of small-scale farming in Poland and its institutional drivers, Journal of Cleaner Production, vol. 279 2021,123721, Elsevier
- Czyżewski Bazyli, Matuszczak, A., Grzelak, A., Guth, M.,· Majchrzak, A. (2021). Environmental sustainable value in agriculture revisited: How does Common Agricultural Policy contribute to eco efficiency?, Sustainability Science, 16, 2021, 137-152 Springer
- Bazyli Czyżewski (2017). Kierat rynkowy w europejskim rolnictwie, Wydawnictwo Naukowe PWN
- Bazyli Czyżewski (2023). Can a Pursuit of Productivity Be Reconciled with Sustainable Practices in Small-Scale Farming? Evidence from Central and Eastern Europe, Journal of Cleaner Production Volume 414, 15 August 2023, 137684, Elsevier
- Czyżewski Bazyli, Kryszak Łukasz (2022). Sustainable Agriculture Policies for Human Well-Being: Integrated Efficiency Approach, Springer
- Czyżewski Bazyli, Polcyn, J., Brelik, A. (2022). Political orientations, economic policies, and environmental quality: Multivalued treatment effects analysis with spatial spillovers in country districts of Poland, Environmental Science and Policy, 128 Elsevier
- Stępień Sebastian, Czyżewski, B., Sapa, A., Borychowski, M., Poczta, W., Poczta-Wajda, A. (2021). Eco-efficiency of small-scale farming in Poland and its institutional drivers, Journal of Cleaner Production, vol. 279 2021,123721 Elsevier
- Czyżewski Bazyli, Matuszczak, A., Grzelak, A., Guth, M.,· Majchrzak, A. (2021). Environmental sustainable value in agriculture revisited: How does Common Agricultural Policy contribute to eco efficiency?, Sustainability Science, 16, 2021, 137-152 Springer
- Matuszczak Anna, Kryszak, Ł., Czyżewski, B., Łopatka, A. (2020). Environment and political economics: Left-wing liberalism or conservative leftism – Which is better for eco-efficiency? Evidence from Poland, Science of The Total Environment, Volume 743, 2020, 140779 Elsevier
- Czyżewski Bazyli, Smędzik-Ambroży, K., Mrówczyńska-Kamińska, A. (2020). Impact of environmental policy on eco-efficiency in country districts in Poland: How does the decreasing return to scale change perspectives?, Environmental Impact Assessment Review, Volume 84, 106431 Elsevier
- Czyżewski, B., Trojanek, R., Dzikuć, M., Czyżewski, A. (2020). Cost effectiveness of the common agricultural policy and environmental policy in country districts: Spatial spillovers of pollution, bio-uniformity and green schemes in Poland, Science of The Total Environment, Volume 726, 2020, 138254 Elsevier
- Czyżewski, B., Matuszczak, A., Polcyn, J., Smędzik-Ambroży, K., Staniszewski, K. (2020). Deadweight loss in environmental policy: The case of the European Union member states, Journal of Cleaner Production 260, 121064 Elsevier
- Grzelak, A. Guth M., Matuszczak, A., Czyżewski B., Brelik A (2019). Approaching the environmental sustainable value in agriculture: How factor endowments foster the eco-efficiency, Journal of Cleaner Production, Volume 241,2019,118304 Elsevier
- Czyżewski, B., Przekota, G., Poczta-Wajda, A. (2017). The incidence of agricultural policy on the land market in Poland: Two-dimensional and multilevel analysis, Land Use Policy, 63, 174-185 Elsevier
- Czyżewski, B., Matuszczak, A. (2016). New land rent theory for sustainable agriculture, Land Use Policy, 55, 222-229

## Nagrody i wyróżnienia[10]
- 2013 – Medal Komisji Edukacji Narodowej No. 138143, Minister Edukacji Narodowej
- 2013 – Odznaka honorowa „Zasłużony dla rolnictwa”, No. 53741, Minister Rolnictwa i Rozwoju Wsi
- 2014 – Nagroda Indywidulana Rektora Uniwersytetu Ekonomicznego w Poznaniu, 1,stopnia
- 2015 – Nagroda Zbiorowa Rektora Uniwersytetu Ekonomicznego w Poznaniu, 1. stopnia
- 2016 – Nagroda Zbiorowa Rektora Uniwersytetu Ekonomicznego w Poznaniu, 1. stopnia
- 2017 – Nagroda Zbiorowa Rektora Uniwersytetu Ekonomicznego w Poznaniu, 1. stopnia
- 2019 – Nagroda: Top Peer Reviewer 2019,Web of Science Group
- 2019 – Nagroda Zbiorowa Rektora Uniwersytetu Ekonomicznego w Poznaniu, 1. stopnia
- 2020 – Nagroda Zbiorowa Rektora Uniwersytetu Ekonomicznego w Poznaniu, 1. stopnia
- 2021 – Nagroda Indywidualna Rektora Uniwersytetu Ekonomicznego w Poznaniu, 1. stopnia
- 2022 – Nagroda Indywidualna Rektora Uniwersytetu Ekonomicznego w Poznaniu